# 大衛·約翰斯通 (英國)

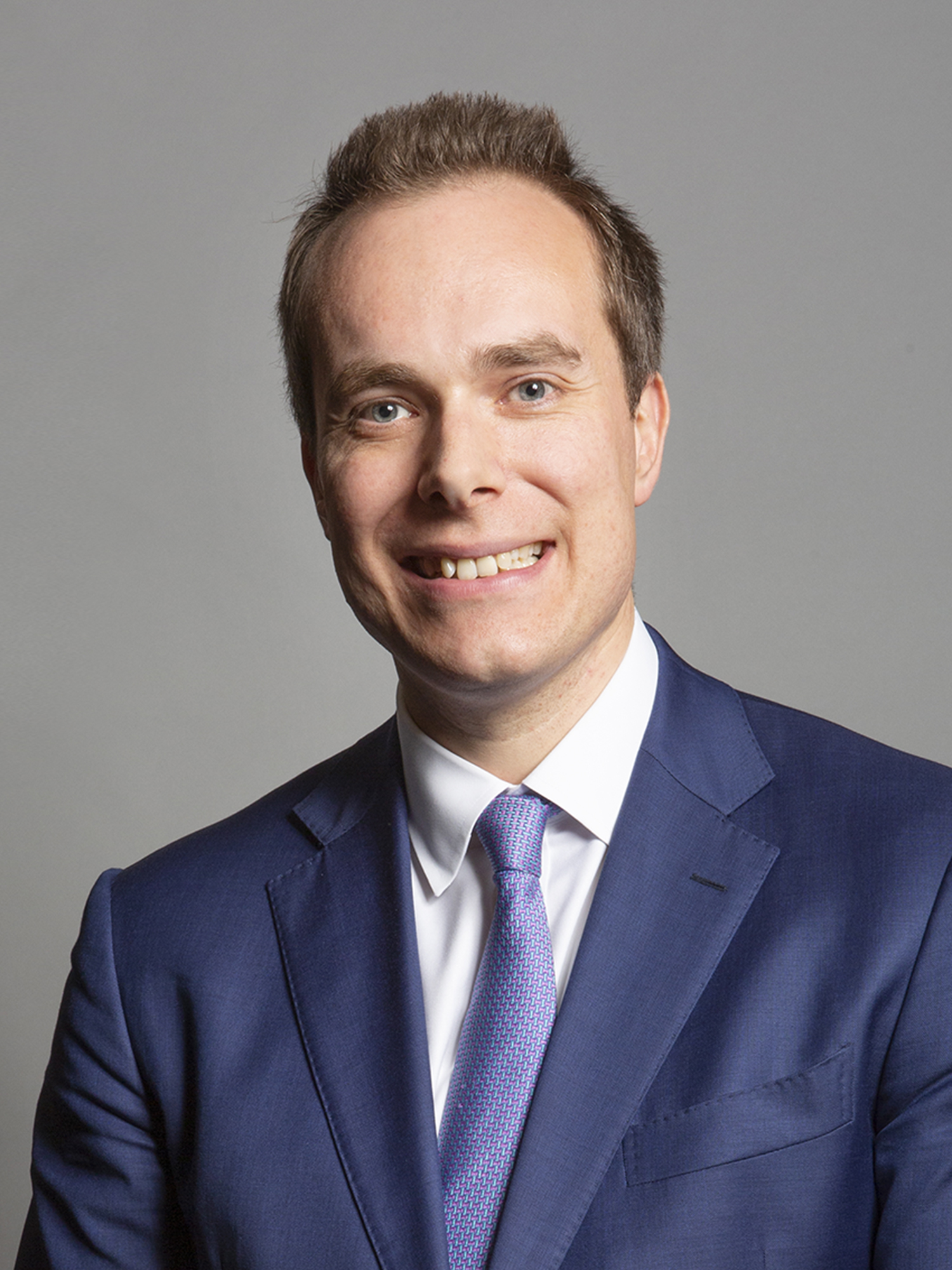

大衛·約翰斯通（英語：David Mervyn Johnston，OBE；1981年11月27日—）是英國的一位政治家，所屬政黨是保守黨。他在2019年英國大選中當選旺蒂奇的議員。 